# Abdulsalami Abubakar
Abdulsalami Abubakar   (Minna, 13 de juny de 1942) nom abreujat d'Abdulsalami Alhaji Abubakar (pronunciació ahb-doo-sah-LAM-ee ah-boo-BAH-kahr )un General d'Exèrcit nigerià retirat que fou president militar de Nigèria del 9 de juny de 1998 al 29 de maig de 1999. Va succeir a Sani Abacha quan aquest va morir. Fou durant el lideratge d'Abubakar que Nigèria va adoptar la seva nova constitució el 5 de maig de 1999, la qual va preveure eleccions multipartidistes. Abubakar va transferir el poder al president electe Olusegun Obasanjo el 29 de maig de 1999.

## Primers any i carrera militar
Abdulsalami Alhaji Abubakar membre del grup ètnic haussa va néixer el 13 de juny de 1942 a Minna, Estat del Níger. Va ser educat a l'Escola Primera de l'Autoritat Nativa a aquella ciutat, al Institut Provincial a Bida, i finalment l'Institut Tècnic a Kaduna. Després d'això es va unir a l'exèrcit. Abubakar va dirigir el contingent de Nigèria a la Força Interina al Líban de les Nacions Unides Força i finalment va exercir les funcions de Cap d'Estat Major de Defensa. El nom de la seva muller és Fati i tenen sis fills.

## Presidència
Nigèria havia estat governada per dirigents militars des que Muhammadu Buhari va agafar el poder a Shehu Shagari en un cop d'estat l'any 1983. Tot i que les eleccions democràtiques havien estat celebrades el 12 de juny de 1993, foren anul·lades pel dictador, general Ibrahim Babangida, que no va tardar a donar pas al dictador Sani Abacha. A la mort sobtada d'aquest, el següent en rang era Abubakar, que va tenir una certa recança inicial a acceptar el càrrec. Abubakar finalment va jurar com a president el 9 de juny de 1998. Va declarar una setmana de dol nacional pel president mort.
Uns quants dies després d'assumir el càrrec, Abubakar va prometre celebrar eleccions en un any i transferir el poder a un president elegit. Va establir la Comissió Electoral Nacional Independent (INEC), nomenant un ex-membre del Tribunal Suprem de Justice, Ephraim Akpata, com a president. L'INEC va celebrar una sèrie d'eleccions, primer per Àrees de Govern Local el desembre de 1998, llavors per Governadors i Assemblees Estatals, Assemblees Nacionals i finalment pel President el 27 de febrer de 1999. Tot i els esforços que es van fer per assegurar que les eleccions fossin lliures, hi va haver moltes irregularitats que van comportar les crítiques d'observadors estrangers.
Sorprenent alguns crítics de l'exèrcit del país, Abubakar va mantenir la seva paraula i va transferir el poder al president elegit Olusegun Obasanjo el 29 de maig de 1999. Durant la seva administració Nigèria va adoptar una nova constitució el 5 de maig de 1999, la qual va entrar en vigor quan Olusegun Obasanjo va esdevenir president.

## Post-presidència
Després del seu curt govern Abubakar va rebre honors múltiples, incloent la Rainbow/Push Coalition Peace Price, la medalla de la Comunitat Econòmica dels Estats d'Àfrica de l'Oest, la Medalla d'Or Internacional, i el Premi Estrella de Ghana. El 2000, el ex Secretari General de les Nacions Unides Kofi Annan el va nomenar per intentar dirigir la Missió de l'ONU (MONUC) al Congo-Kinshasa.
Tanmateix, el llegat d' Abubakar legacy és una barreja. Un circuit de conferències a la Universitat Estatal de Chicago a Chicago, Illinois, Estats Units, li va manifestar oposició perquè havia donat suport al govern corrupte i repressor d'Abacha. (Abacha es va fer notar pels seus abusos de drets humans). Fou també demandat en aquell país per altres nigerians que van reclamar que era responsable per la mort el 1993 del president electe Moshood Kashimawo Olawale Abiola, qui va morir sota custòdia després de ser impedit per l'exèrcit d'agafar el càrrec pel que havia estat elegit, i per violació dels drets d'altres durant la seva administració.
Abubakar va ajudar el moviment de pau liberià presidint les converses de pau entre Charles Taylor i els rebels el 2003. Això es veu en la pel·lícula: "Pregar el Diable Tornar al Infern".

## Llibres d'Abubakar
- Abubakar, Abdulsalami. (1998) Nigeria: A new beginning. Publisher: Federal Ministry of Information and Culture. ASIN: B0006FDZZG